# Suma (Rungwe)
Suma ist ein Verwaltungsbezirk (Ward) des Distrikts Rungwe in der tansanischen Region Mbeya. Er grenzt im Westen an Tukuyu, im Norden an das Reservat Rungwe im Nordosten an Masebe, im Südosten an den Distrikt Busokelo und im Südwesten an Masoko.

## Geografie
Suma liegt im Südwesten von Tansania in der Mittellandszone des Distrikts. Im jährlichen Durchschnitt regnet es 800 bis 2200 Millimeter. Die Fläche des Bezirks umfasst 53 Quadratkilometer und bei der Volkszählung 2022 lebten hier 5996 Menschen in 1757 Haushalten.

## Geschichte
Bei der Volkszählung 2002 lebten 11.448 Menschen im Bezirk. Danach wurde Masebe abgespalten, sodass die Einwohnerzahl auf 6256 im Jahr 2012 sank. Bis 2022 ging sie weiter auf 5996 zurück.

## Gliederung
Der Bezirk besteht aus fünf Gemeinden (Mtaa) mit 20 Orten (Kitongoji):
| Suma - Bujesi - Kabuli - Iponjola | Busona - Nkisi - Bulyaga - Ndobo - Iloto | Malamba - Kisalano - Bunyampeta - Mbande | Nditu - Lukingi - Mpombo - Kibumba - Bulongwe - Maasa Chini - Maasa Juu | Kabale - Bunyakyolo - Igirimo - Kafwandilo - Ifukilo |

## Wirtschaft und Infrastruktur
- Landwirtschaft: Die häufigsten Anbauprodukte sind Avocado, Tee, Kaffee, Kardamom, Mais, Mango, Bohnen, Bananen und Erdnüsse.[4]
- Gesundheit: Im Bezirk befinden sich zwei staatliche Apotheken, eine im Ort Suma[9] und eine in Nditu.[10]
- Bildung: Die Sungwe Secondary School ist eine staatliche Schule mit einer Ausbildung bis zur 4. Stufe.[11]